# Rockfour
Рокфор (ивр. רוקפור‎ — «сыр Рокфор») — израильская психоделическая рок-группа. Фактически появилась в 1988 году в городе Холон (Тель-Авивский округ, Израиль). Официально годом создания группы считается 1991 год.

## Создание группы
Участники группы были знакомы ещё со средней школы, позже вместе служили в армии, где и начали играть. Но официально они стали группой Rockfour только через три года.
По одной из версий название группы выбрано по созвучию «Rock-Four» — группа возникла как квартет в составе:
- Эли ЛуЛаи (Eli LuLai) — акустическая гитара, вокал;
- Амир Цореф (Amir Tzoref) — гитара;
- Барух бен Ицхак (Baruch Ben Yitzhak) — бас;
- Иса Тенненбаум (Issar Tennenbaum) — ударные, перкуссия.

## Музыкальный стиль
Чаще всего музыку группы классифицируют как нео-психоделия, но израильская рок-музыка обладает достаточно ярко выраженной самобытностью, которая наложила свой отпечаток на стиль Rockfour. Саунд группы представляет собой смесь заимствований звучания разных групп эпохи расцвета хиппи. Среди исполнителей, оказавших влияние на музыкантов можно отметить Арика Эйнштейна (на его ранние альбомы «Poozi» и «Shablul» группа даже делала каверы), The Beatles, The Zombies, The Who, The Byrds, ранний Pink Floyd, King Crimson, Дэвид Боуи, The Cars, ELO, Jimmy Page, Sonic Youth… Со второго альбома и по сей день группа использует аутентичные инструменты, усилители, эффекты и методы записи 1960-х и начала 1970-х годов, что делает данный коллектив уникальным. Впечатление усиливают звучащий в духе King Crimson меллотрон, 12-струнная гитара Rickenbacker, но в то же время звучит перегруженный гитарный фон, стандартный для современного альтернативного рока (Radiohead, Beck).

## Израильский период
Группа начинала писать и исполнять песни на иврите, ранние синглы и первые 4 альбома группы издавались лейблом Hed Arzi и распространялись только в Израиле (в связи с чем до сих пор для поклонников группы за пределами Израиля является проблемой приобрести ранние альбомы коллектива). В 1991 году вышел первый сингл «Haka’as» («Ярость»), попавший в израильские чарты; песня по сей день входит в концертную программу группы. Вскоре появился дебютный альбом — «Resheth Parparim» («Сачок для бабочек»), в основном выдержанный в стиле инди-рока. В альбом был включен и дебютный сингл группы.
В период между 1991 и 1995 годами коллектив пополнился уроженцем Австралии басистом Марком Лазаре (Marc Lazare). В записи второго альбома Амир Цореф не участвует, а Марк Лазаре сменяет его на месте гитариста и остается в составе по настоящее время (но уже в качестве басиста).
Начав с достаточно легкой мелодичной инди-музыки со значительным уклоном к старому року на первом альбоме уже ко второму релизу группа выработала свой стиль в духе музыки эпохи хиппи. С июня по сентябрь 1994 года Rockfour записывает второй альбом, который был спродюсирован ударником группы Барухом бен Ицхаком (изображенный на обложке альбома мужчина — отец Бен Ицхака). Второй студийный альбом «Ha’ish Shera’a Hakol» («Человек, повидавший всё») вышел в следующем 1995 году.
Музыка этого альбома основана на психоделике 60-х гг. Желая подчеркнуть свой курс «назад в 60-е» группа выпускает 6 клипов на песни с этого альбома, сделанные в едином стиле: старомодные съемки любительской камерой с участниками группы в кадре, с соответствующим внешним видом. Изначально альбом не вызвал громких откликов, но со временем он завоевал репутацию одного из лучших альбомов в иврит-роке, особенно среди молодых критиков. Через несколько лет диск был признан «золотым» -— продажи альбома превысили 20 000 экз.
В 1996 году группа выпускает третий альбом, названный «Behazara L’shablul» («Назад к Улитке») по названию альбома А. Эйнштейна и Ш. Ханоха 1970 года «Shablul» («Улитка»). Этим альбомом-посвящением, включившем кавер-версии ранних песен Эйнштейна и Ханоха, музыканты отдали дань памяти патриарху израильского рока — Арику Эйнштейну, записавшему первый в истории Израиля рок-альбом «Poozi» (который включал самую первую израильскую прог-рок песню «Hayo Haya» (Once upon a time), так же перепетую музыкантами Rockfour). Behazara L’shablul стал единственным альбомом, в записи которого не принимал участия бессменный барабанщик группы — Иса Тенненбаум в это время был за границей, и за ударной установкой его заменял Ноам Ледерман (Noam Lederman).
В 1999 году группа записывает «Живой альбом» («Behofa’a» или «Live») последний официально выпущенный релиз на иврите. Концерт, записанный в апреле 1999, состоял из старых хитов группы и только два последних трека были новыми студийными работами. Так, «Kvish» («Шоссе 66»), вскоре появится на их следующем альбоме «Supermarket» — но уже на английском языке. Последним треком на альбоме является студийная композиция — «Mesibat Siyum» («Заключительная вечеринка»). Этот депрессивный трек фактически символизирует переход группы в новый этап творчества.

## Англоязычный период
В дальнейшем группа записывается только на английском языке, ориентируясь на более широкий круг слушателей. «Supermarket», выпущенный в 2000 году стал первым таким альбомом Rockfour. Работа была достаточно тепло встречена за пределами Израиля (альбом выпущен на лейбле EarSay — Third Ear, а за пределами Израиля распространялся The Orchard). Для закрепления успеха группа уже через год (в 2001 году) выпускает новый англоязычный альбом «One Fantastic Day» и отправляется в зарубежное турне. Критик Richie Unterberger в журнале Rolling Stone признал One Fantastic Day одним из 10 лучших альбомов года. 
Впервые Америка увидела выступление Rockfour в 2001 году на International Pop Overthrow в Лос-Анджелесе. В Штатах группа выступает на разогреве в трех шоу Dave Matthews Band, сыграла на одной сцене с Blondie и Guided By Voices, а также дала ряд клубных концертов. Вернувшись на родину, группа дает серию концертов в Израиле. В том же году группа заключает контракт с американским лейблом Rainbow Quartz. Их первым релизом на новом лейбле стал «Another Beginning» (2001 год) — сборник лучших треков из последних двух альбомов. Кроме того, в 2001 году Rockfour спродюсировали и сыграли на дебютном альбоме Shy Nobleman «How to be shy» («Каково быть застенчивой»), который стал хитом в Израиле.
В 2003 году вышел сборник «For Fans Only!», подборка b-сайдов с синглов, редкостей и концертных кавер-версий.
В 2004 году, во время записи альбома «Nationwide» в Детройте, штат Мичиган (студия Ghetto Recorders), усилились разногласия между фронтменом Эль ЛуЛаи и остальными участниками группы. Несмотря на это альбом «Nationwide» получился успешным, во многом благодаря тому, что его продюсировал Джим Даймонд (англ. Jim Diamond) из The White Stripes. Не считая сборника «Another Beginning» этот альбом стал первым и последним релизом группы на гитарном поп-лейбле Rainbow Quartz. Nationwide выходит 9 марта 2004 года. Прямо в ходе мирового турне в поддержку нового альбома Эль ЛуЛаи всё же покидает группу.

## Третий период (без фронтмена Эль ЛуЛаи)
Израильский независимый лейбл AnovA, основанный израильской рок-певицей Анат Дамон (Anat Damon), предложил Rockfour сотрудничество и группа отправляется в Сан-Диего, США, где на студии Earthling Studios записывает материал для нового альбома. Продюсирует новый диск Крис Бернс (англ. Chris Berens), а также Бен Ицхак и Лазаре. Ведущим вокалистом становится гитарист Барух бен Ицхак (Baruch Ben Yitzhak). Сразу после завершения работы над альбомом в основной состав группы включается клавишник и мультиинструменталист Якоб Гане (Jacob Gani, чаще — Yaki Gani), принимавший участие в записи.
23 декабря 2006 года Дэвид Гилмор организовал конкурс кавер-версий песен Pink Floyd в память о Сиде Барретте. По итогам конкурса 3 марта 2007 года представленная Rockfour версия «Arnold Layne» была признана Д. Гилмором, Р. Райтом и Д. Боуи лучшей. По условиям конкурса победитель получал возможность в течение целого дня работать в студии Abbey Road, записывая эту композицию. Оформление сингла должен был выполнить автор самых известных обложек Pink Floyd — Сторм Торгерсон.
Альбом «Memories Of The Never Happened» («Воспоминания о несбывшемся») вышел 17 мая 2007 года в Израиле на лейбле AnovA. Материал альбома сильно отличается от всех предыдущих. В США и Канаде новый диск Rockfour был выпущен 9 октября 2007 года. Ещё ранее, весной, группа отправляется в турне по США, приняв также участие в двух крупных фестивалях — канадском фестивале Canadian Music Week, собравшим в Торонто более 600 исполнителей, и американском South by Southwest (SXSW) 2007, Остин, шт. Техас. 15 октября 2007 года, после небольшой передышки, группа отправляется в новое турне по США.
В августе 2007 года Jam Records выпустила 3-дисковый релиз «Sweet Relief» в помощь пострадавшим от урагана Катрина. В подготовке сборника приняли участие и Rockfour, предоставив для него песню-посвящение группе Byrds «Where The Byrds Fly» с альбома «One Fantastic Day».
В мае 2013 года вышел новый студийный альбом «Too Many Organs».

## Воссоединение с ЛуЛаем
В ноябре 2014 года группа официально объявила о воссоединении с бывшим вокалистом Эли ЛуЛаем. Был выпущен новый сингл с ЛуЛаем под названием «Хелькикеи Авака» («Доли пыли»), и в начале 2015 года состоялся концерт в Тель-Авиве. В марте 2015 года группа выпустила ещё один сингл, «Намер шель нияар» («Бумажный тигр»).
9 и 10 января 2016 года группа отметила 20-летие альбома «האיש שראה הכל» двумя концертами в клубе «Барби». Впоследствии в том же году участники группы объявили, что работают над новым альбомом.
В августе 2016 года группа объявила о проведении трибьют-концерта в честь Сида Барретта, вокалиста Pink Floyd. Также сообщалось, что ударник Исра Таненбаум, один из основателей группы, уходит, и его место займет Итамар Леви (бывший участник Boom Pam).
В середине 2017 года группа перешла под управление звукозаписывающей компании «Нана Диск». После ухода Итамара Леви, группу на концертах стал сопровождать ударник Йони Таненбаум (бывший участник «Электра»).
19 мая 2020 года вышел десятый альбом группы «ארץ עיר». Это первый студийный альбом группы за последние 7 лет и первый после воссоединения с Лулаем. 2 сентября 2020 года вышел документальный фильм «Рокфор: Машина времени», снятый режиссёром Гадом Айзеном, который рассказывает историю группы с момента её основания до наших дней.
В октябре 2020 года группа выпустила кавер-версию песни «שיר של אחרי מלחמה» вместе с певицей Иланит в рамках проекта «Цав Шаа».

## Дискография

### Альбомы
- 1991 — Resheth Parparim (Butterfly Net)
- 1995 — Ha’ish Shera’a Hakol (The Man Who Saw Everything)
- 1996 — Behazara L’shablul (Back to the Shablul)
- 1999 — Rockfour Behofa’a (Live)
- 2000 — Supermarket
- 2001 — One Fantastic Day
- 2001 — Another Beginning (сборник лучших треков из Supermarket и One Fantastic Day)
- 2003 — For Fans Only! (сборник b-сайдов с ранних синглов и демоверсий)
- 2004 — Nationwide
- 2007 — Memories of the Never Happened
- 2010 — The Wonderful World
- 2013 — Too Many Organs
- 2020 — Erez Ir

### Синглы
- 1991 — Haka’as (The anger)
- 199? — Once Upon a Time (Live)
- 199? — No Silence Again (Live)
- 199? — Time Machine (Live)
- 199? — Shooting Far (Live)
- 199? — Why Should I take it so hard / Achinoam Doesn’t know
- 199? — Avshalom / Don’t give up on me
- 199? — The Man Who Saw It All
- 199? — Time Machine
- 199? — Blinding Lights
- 199? — I Get Why You Want Me
- 199? — It
- 199? — Any Direction
- 2000 — Superman
- 2000 — Wild Animals
- 2001 — Seatbelts
- 2001 — Where the Byrds Fly
- 2001 — President of Me
- 2004 — Next Monroe
- 2007 — Goes Around (Макси-сингл)
- 2007 — Young Believer (Макси-сингл)